# Raja Ali Khan Adil Xah IV
Raja Ali Khan Adil Xah IV fou sobirà farúquida de Khandesh, germà de Miran Muhàmmad Xa II i successor del fill d'aquest (i nebot d'Adil Xah IV) Hasan Khan, al que va desposar poc després de ser proclamat el 1576. El seu nom era Raja Ali Khan però va agafar el nom reial de Adil Xah IV.
El 1577, Akbar va enviar un exèrcit cap al sud que va forçar a la submissió de Khandesh. El començament del 1586 Akbar va sol·licitar a Khandesh el lliure pas pel seu territori per envair Berar i Ahmadnagar i Adil Xah IV va acceptar però secretament va acordar amb Berar el seu ajut quan fossin atacats pels mogols. El 1586 Mirza Aziz Koka Khan-i Azam, governador mogol de Malwa, va envair Berar però Khandesh i Ahmadnagar es van unir i el van rebutjar. El 1591 Akbar va enviar a Abu l-Fazl a Khandesh i Ahmadnagar; en aquest darrer sultanat, Ismail Xah havia assolit el poder amb el suport d'una facció antimogol dirigida per Jamal Khan; Akbar va donar suport als que s'oposaven a Ismail; fou gràcies a Adil Xah que els mogols van obtenir la victòria decisiva de Rohankhed (abril o maig del 1591), en què Jamal Khan fou mort i poc després Ismail Xah fou capturat i tancat per ordre del seu pare Burhan Nizam Xah, cap de la facció promogol, que va pujar al tron acceptant la sobirania mogol; així Akbar intervenia al Dècan, agafant com a vassalls a Burhan Nizam Xah II a Ahmadnagar i Adil Xah IV a Khandesh; en endavant Adil Xah IV va sostenir la intervenció indirecte dels mongols al Dècan segurament pensant que era millor que la intervenció directe.
Però a la mort de Burhan Nizam Xah II (abril de 1595) la noblesa d'Ahmadnagar es va dividir i una part va cridar als mogols per assetjar a l'altra facció a Ahmadnagar. Adil Xah IV a contracor es va unir a les forces mogols i la ciutat fou assetjada (desembre del 1595 a març de 1596). El setge va acabar amb negociacions que van establir la cessió de Berar a Akbar, però la pau no fou llarga, ja que van esclatar disputes sobre els límits dels territoris cedits.
El febrer de 1597 les forces mogols van rebre el suport d'Adil Xah IV de Khandesh (que havia rebut un alt rang (mansab) de l'emperador, per enfrontar a una coalició d'Ahmadnagar, Bijapur i Golkonda. Es va lliurar la batalla d'Ashti o Sonpet en la que Adil Xah IV va morir (5 de febrer de 1597). Els mongols que no sabien que el sobirà havia mort, sospitant que les forces de Khandesh estaven desertant, van saquejar el campament de l'exèrcit khandeshià. Adil Xah fou enterrat a Burhanpur.
El va succeir el seu fill Kadr Khan o Khizr Khan, que va pujar al tron com a Bahadur Xah.